# Zagaj, Bistrica ob Sotli
Zagaj je naselje v Občini Bistrica ob Sotli. 
Razpotegnjeno naselje se nahaja na južnem obrobju kozjanskega gričevja, ob rečici Bistrici, ki se jugovzhodno od naselja po tesni soteski prebija skozi severne dolomitne odrastke gozdnate Orlice (Veliki Špiček 686 mnm). K naselju spadajo zaselki Čret, Obrež, Sodeje, Vrhovnica in Svete gore (527 mnm), kjer je znamenito romarsko središče Svete gore nad Sotlo. Te so znan romarski kraj s štirimi kapelami in podružnično cerkvijo Matere božje, ki je kot romarski cilj slovela že v 13. stoletju.